# Боралдай (притока Арисі)
Боралдай — річка в Казахстані, протікає територією Туркестанської області. Права притока Арисі.

## Географія
Річка Боралдай бере початок на схилах хребта Боролдайтау неподалік від села Кольтоган (Олексіївка) Жамбилської області. Тече на захід. Впадає в Арись біля села Чубар Туркестанської області . Довжина річки складає 130 км, площа водозбірного басейну — 1760 км.
У гірській долині річки зростають дикі плодові дерева (яблуні, глід, дикі ягоди тощо). У пониззі ширина долини річки становить від 1 до 4 км. Живлення снігове, дощове та ґрунтовими водами. Середньорічна витрата води біля села Боралдай становить 10,5 м³/с. Мінералізація 0,2-0,4 г/л. Місцеві жителі використовують воду річки для пиття та сільськогосподарських потреб. Води річки використовують понад 10 зрошувальних каналів. У Боралдайській ущелині знайдено залізняк. На березі річки розташовані Боралдайські петрогліфи.
Основна права притока — річка Кошкарат.